# Animacija
Animacija je slika u pokretu. Danas se može vidjeti na mnogim mjestima, ponajprije u kinu, na televiziji, mobilnom uređaju, računalu, na reklamnim panoima i sl. 
Vrlo je popularna, jer napreduje kako se tehnologija razvija. Danas se većina animacija radi pomoću računalno generiranih slika (CGI). Računalna animacija može biti vrlo detaljna 3D animacija, dok se 2D računalna animacija može koristiti iz stilskih razloga, male propusnosti ili bržeg prikazivanja u stvarnom vremenu. Ostale uobičajene metode animacije primjenjuju tehniku stop motion na dvodimenzionalne i trodimenzionalne objekte poput izrezanoga papira, lutke ili glinene figure.
Učinak animacije obično se postiže brzim slijedom sekvencijalnih slika koje se minimalno razlikuju jedna od druge. Smatra se da se iluzija - kao u filmovima uopće - oslanja na fenomen fi i beta pokreta, ali točni uzroci još uvijek nisu sigurni. Analogni mehanički animacije mediji koji se oslanjaju na brzom prikazu slike u sekvenci uključuju: fenakistiskop, zoetrop, flip knjigu, praksinoskop i film. Televizija i video popularni su mediji za elektroničku animaciju, koji su u početku bili analogni, a sada djeluju digitalno. Za prikaz na računalu razvijene su tehnike poput animirane GIF i flash animacije.